# Десантно-вертолётные корабли-доки типа «Тарлак»
Десантно-вертолётные корабли-доки типа «Тарлак» — тип десантных кораблей ВМС Филиппин, спроектированный на основе индонезийских кораблей типа «Макассар». Серия из двух кораблей построена индонезийской государственной верфью PT PAL (Persero). Головной корабль «Тарлак» был спущен на воду 18 января 2016 года, второй корабль серии, «Давао-дель-Сур» — 29 сентября 2016 года. До того, как головной корабль получил название, проект был известен как «Стратегическое транспортное судно» (SSV).
Эти корабли стали первыми десантно-вертолётными кораблями-доками в ВМС Филиппин, а также первыми военными кораблями, поставленными на экспорт Индонезией. Они предназначены для десантных операций и транспортной поддержки Вооруженных сил Филиппин, а также в качестве базы по оказанию гуманитарной помощи и проведения операций по поиску и спасению в случае стихийных бедствий.

## История
В 2009 году ВМС Филиппин получило предложение приобрести транспортное судно, спроектированное в Японии на основе ролкера. Закупку и техническую поддержку должна была осуществлять Морская лизинговая корпорация (DMLC). Это было одним из приоритетных пунктов в программе закупок на период между 2012 и 2016 годами,  представленной Комитету по национальной обороне и безопасности Палаты представителей 26 января 2011 года. Но этот проект не прошёл из-за задержки бюджетных ассигнований, в результате корабль был передан другому покупателю.
Вне всякой связи с проектом SSV министерство обороны Филиппин  собиралось закупить один или два многоцелевых транспортных корабля (МРВ) для филиппинского военно-морского флота через межгосударственный контракт на сумму от 5 до 10 млрд песо. Сообщалось, что корабли собирались закупить в Южной Корее или Сингапуре. Предварительно это должны были быть корабли, сопоставимые с ДВКД других иностранных флотов, например сингапурскими типа «Эндуранс» или испанскими типа «Галисия». Позднее было подтверждено, что это будет судно южнокорейской постройки, представляющее собой вариант индонезийского корабля типа «Макассар» и укомплектованное плавающими боевыми машинами AAV7, двумя 23-метровыми десантными катерами Daesun LCU-23, четырьмя 9,8-метровыми жестко-корпусными надувными лодками, одним мобильным госпиталем на основе грузовика, двумя 2,5-тонными грузовиками Kia KM-250, двумя 1,25-тонными грузовиками Kia KM-450, двумя машинами скорой помощи на базе KM-450, двумя 0,25-тонными грузовиками Kia Retona и одним автопогрузчиком для обработки грузов.
В мае 2011 года появились сообщения о возможном приобретении трех ДВКД Индонезийской фирмы PT PAL. Предполагалось, что это будет полностью новый отечественный проект, не имеющий сходства с ранее построенными для индонезийского военно-морского флота кораблей типа «Макасар», проект которого разработан в Южной Корее и там же построен головной корабль. Ещё одним вариантом была закупка в Южной Корее как минимум одного корабля, разработанного на основе проекта «Макассар». По состоянию на декабрь 2011 года филиппинский Военно-Морской Флота был готов к переговорам по закупке корабля стоимостью до 5 млрд песо у любого дружественного государства.
С отменой первоначального проекта SSV, два проекта были объединены в один, на основе оригинальных параметров и требований. На основе стратегии «Состав сил, необходимых филиппинскому флоту», обнародованной в мае 2012 года, флоту требуется не менее четырех стратегических морских транспортов, которые будут построены к 2020 году.
24 мая 2013 года Министерство обороны объявило о приобретении двух вспомогательных сервисных судов (service support vessels, SSV) стоимостью 2 млрд песо каждый, которые представляют собой суда меньшего по сравнению с первоначальными требованиями размера, но тем не менее способных  перевозить батальон морской пехоты с бронетранспортёрами и оборудованных вертолетной площадкой и площадкой для поисково-спасательных операций с оборудования для развёртывания на ней госпиталя. 29 августа 2013 года Министерство обороны заявило, что индонезийская компания PT PAL выиграла тендер на поставку двух ДКВД стоимостью 3964 млн песо «как единственный участник тендера». Другие фирмы приобрели докуменацию по тендеру, но не участвовали в реальных торгах.

## Конструкция
Конструкция в значительной степени основана на проекте ДКВД «Макассар» индонезийских ВМС, которые, в свою очередь разработаны на основе дешёвого ДКВД корейской судостроительной компании Daewoo Shipbuilding & Marine Engineering/верфь Daesun.

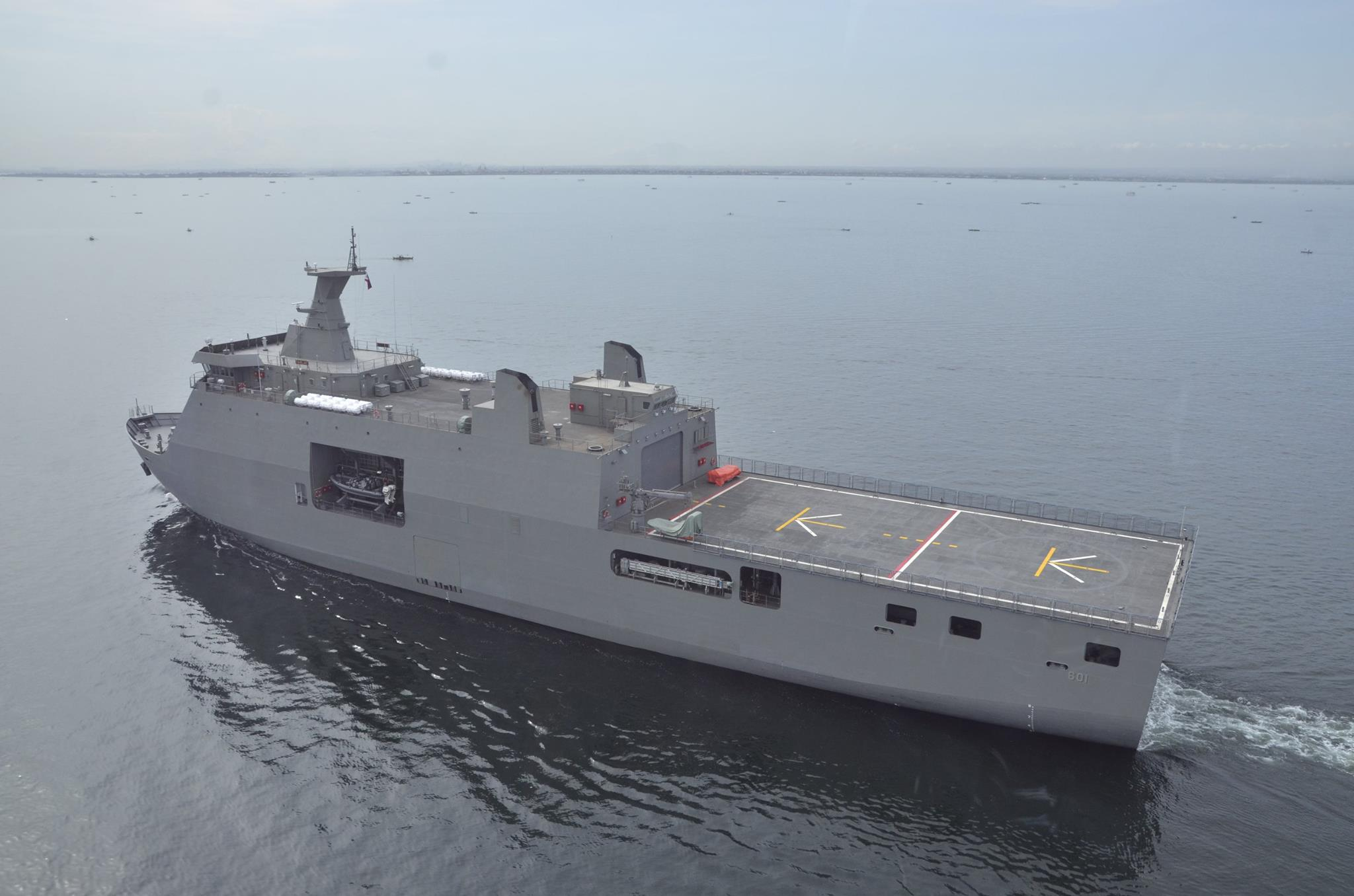
«Тарлак» в Манильском заливе

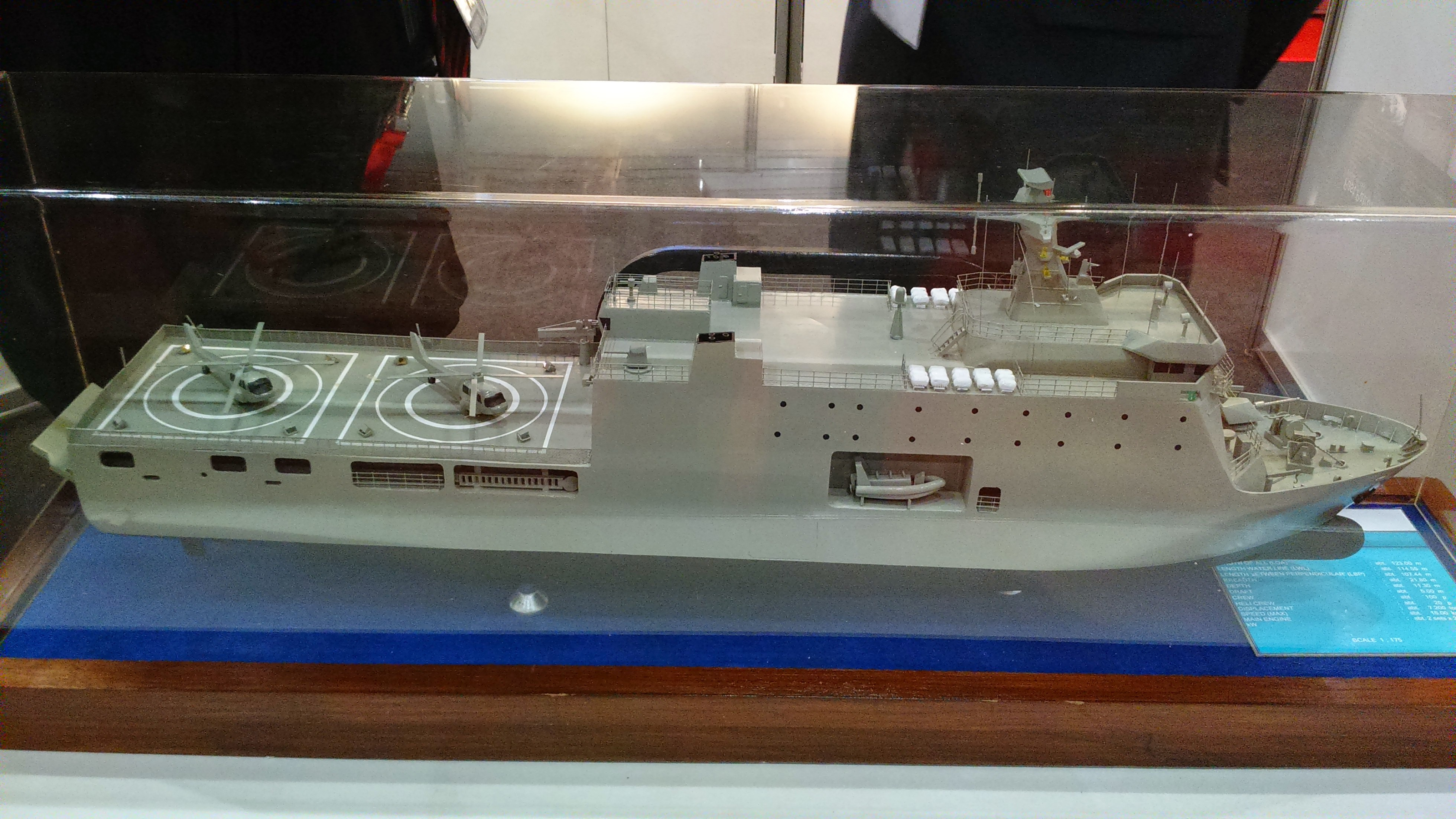
Масштабная модель судна стратегических морских перевозок, представленная компанией PT PAL на ADAS 2014.

### Оборудование связи
Португальской компанией EID Naval Communications поставлено оборудование связи: cистема связи и управления ICCS5 и система радиосвязи VLF-HF и V/UHF Harris
.

### Двигательная установка
Корабли имеют комбинированную дизельную установку типа CODAD на основе среднеоборотного дизеля MAN 9L28/32A. Суммарная мощность двух двигателей — 7830 л.с. Движитель — два винта регулируемого шага.

### Вооружение
Корабли вооружены 76-мм пушкой OTO Melara на баке в качестве основного калибра и двумя кормовыми 25-мм артустановками, установленными побортно.
Реально на октябрь 2018 года артиллерия не установлена.

### Управление полётами
Первоначально корабли были спроектированы с ангаром и вертолетной палубой на два вертолёта, предположительно UH-60. В дальнейшем предпочтение было отдано итальянским лёгким вертолётам Agusta A.109.

### Десантовместимость
Корабль располагает пространством для размещения 500 морских пехотинцев (по другим данным — 520) с техникой (до 2800 т груза). На грузовой палубе могут разместиться 4 танка, 4 грузовика и 2 лёгких бронированных автомобиля. В доковой камере размещаются два десантных катера, ещё две надувные моторные лодки подвешены на шлюпбалках. На полётной палубе имеются посадочные площадки для двух вертолётов среднего класса (массой до 10 т). Оборудован ангар для одного вертолёта.
Десантные катера средние (типа LCU-23M) длиной 23 м, производятся компанией PT PAL. Скорость надувной моторной лодки составляет 35 узлов, вместимость — 9 человек.

## Строительство
Строительство головного корабля официально началось 22 января 2015 года, когда прошла церемония «Первая резка стали» на заводе компании PT PAL Сурабае, Индонезия. 5 июня 2015 года прошла церемония закладки, спуск на воду под названием LD-601 «Tatlac» прошёл 18 января 2016 года. В мае 2016 года корабль был передан филиппинскому флоту.
Строительство второго корабля начато 5 июня 2015 года на верфи PT PAL в Сурабае. Закладка его церемония закладки была проведена совместно с спуска на воду головного корабля на 18 января 2016 года и получил бортовой номер ЛД-602. Судно достигло Маниле на 8 мая 2017 года и был встречен официальной церемонии встречи на 10 мая 2017 года.

## Состав серии
| Бортовой номер | Название            | Заложен    | Спущен     | В строю    | Статус  |
| -------------- | ------------------- | ---------- | ---------- | ---------- | ------- |
| LD-601         | BRP «Tarlac»        | 22.01.2015 | 18.01.2016 | 01.06.2016 | В строю |
| LD-602         | BRP «Davao del Sur» | 05.06.2015 | 29.09.2016 | 31.05.2017 | В строю |